# علی‌یار علی‌اف
علی‌یار علی‌اف (ترکی آذربایجانی: Əliyar Yusif oğlu Əliyev; ۱۴ دسامبر ۱۹۵۷ – ۳ اکتبر ۱۹۹۲) فرد نظامی اهل اتحاد جماهیر شوروی سوسیالیستی بود. او در جنگ اول قره‌باغ حضور داشت.
وی همچنین برندهٔ جوایزی همچون مدال ستاره طلایی (جمهوری آذربایجان) و قهرمان ملی جمهوری آذربایجان (نشان) شده‌است.

## زندگی

### سنین جوانی و تحصیل
علی‌یار علی‌اف در ۱۴ دسامبر ۱۹۵۷ میلادی در روستای هایکازیان (قاضیان) در شهرستان قبادلی زاده شد. در سال ۱۹۷۹، وی با افتخار از آکادمی دولتی ورزش و ورزش فیزیکی جمهوری آذربایجان فارغ‌التحصیل شد و به عنوان معلم ورزش در مدرسه راهنمایی روستای دوندارلی در شهرستان قبادلی کار کرد.
پس از اتمام خدمت سربازی، دانشگاه دولتی سارانسک او را به عنوان متخصص دعوت کرد و علی‌یار علی‌اف به مدت دو سال در این دانشگاه کار کرد. پس از مرگ پدر، وی به قاضیان بازگشت و در مدرسه متوسطه به عنوان معلم مشغول به کار شد. در سال ۱۹۸۵ او به عنوان رئیس شورای انجمن داوطلبانه برای ورزش و ورزش بدنی برگزیده شد.

### زندگی شخصی
علی‌اف متأهل و دارای سه فرزند بود.

## جنگ قره‌باغ
با شروع جنگ اول قره‌باغ، علی‌یار علی‌اف داوطلبانه به صفوف نیروهای مسلح جمهوری آذربایجان پیوست. در جنگ، او سازمان‌دهنده یک عملیات نظامی بود. او در آغاز به عنوان فرمانده اطلاعات گردان و سپس به عنوان جانشین فرمانده گردان گماشته شد.
پس از نخستین گردهمایی ارامنه در استپاناکرت در فوریه ۱۹۸۸، اقلیت آذری از سرزمین خود اخراج شدند و نخستین پناهندگان در شهر قبادلی مستقر شدند. در آن سال‌ها علی‌یار علی‌اف رهبر جنبش مردمی در قبادلی بود. در سال ۱۹۹۲، علی‌یار علی‌اف به عنوان فرمانده واحد اطلاعات گردان گماشته شد. او یو عملیات نظامی را برای تقویت خط دفاعی در امتداد مرز با کاپان، شهر گوریس در ارمنستان و ناحیه هادروت انجام داد. پس از تصرف منطقه لاچین توسط ارامنه، گردان علی‌اف عملیات را برای بازپس‌گیری این منطقه آغاز کرد.
علی‌یار علی‌اف در ۳ اکتبر ۱۹۹۲، در درگیری با سربازان ارمنی در نبرد در ارتفاعات شوروم‌باشی در منطقه لاچین کشته شد.

## یادبود

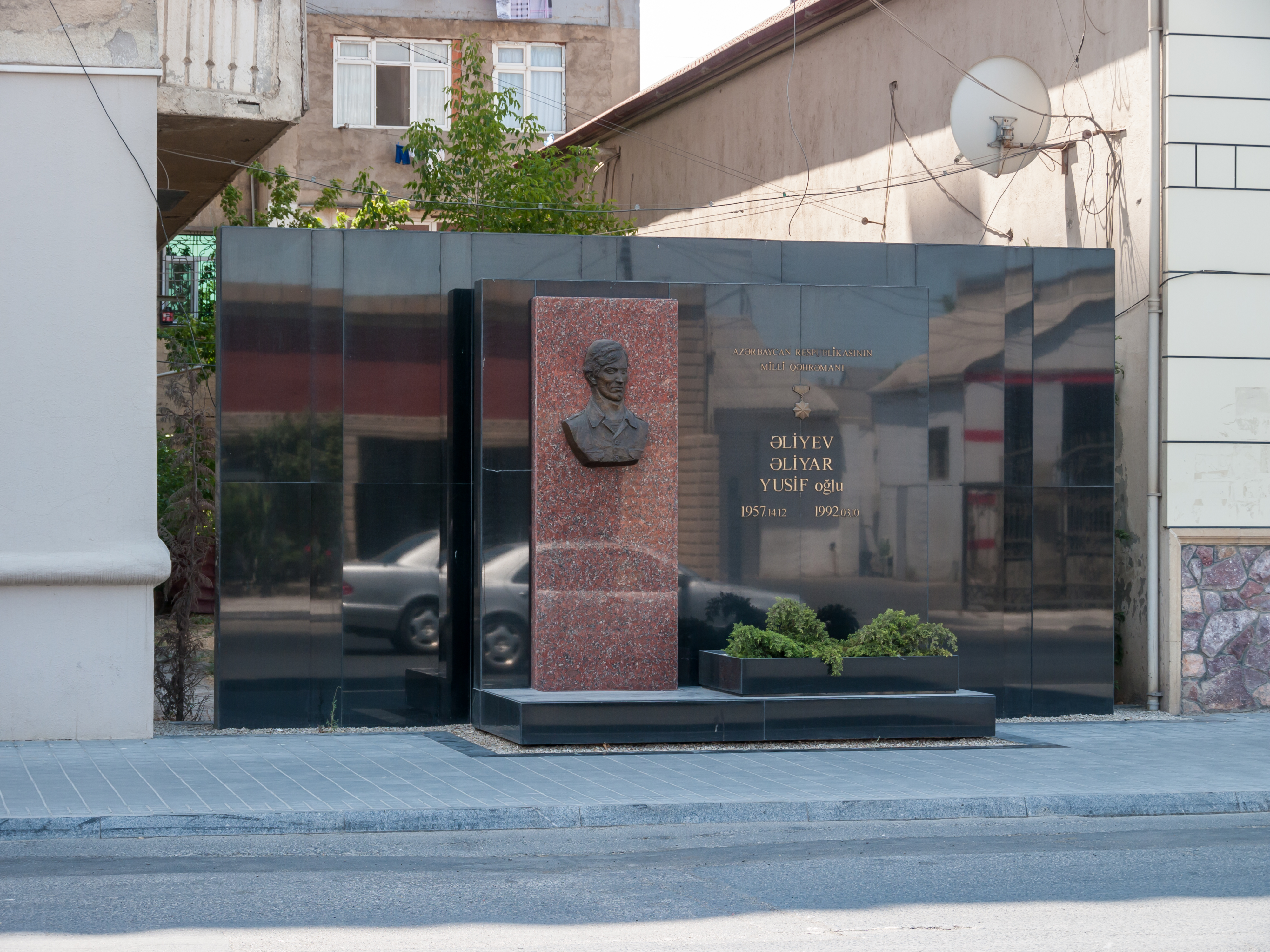
تندیس علی‌اف در باکو

با حکم رئیس‌جمهور جمهوری آذربایجان به شماره ۳۰۱ در تاریخ ۱۰ نوامبر ۱۹۹۲ علی‌یار علی‌اف، پس از مرگ عنوان قهرمان ملی جمهوری آذربایجان را دریافت کرد.